# Rower jednokołowy

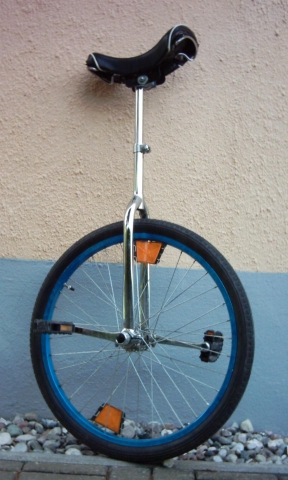
Monocykl

Rower jednokołowy, monocykl (mono- + gr. κύκλος „koło”) – pojazd jednokołowy napędzany siłą ludzkich mięśni. Jest podobny do roweru, jednak nie posiada wielu charakterystycznych dla niego części (np. kierownicy) i w ocenie Biura Ruchu Drogowego Komendy Głównej Policji nie jest dopuszczony do ruchu drogowego w Polsce. 
Monocykl często kojarzony jest przede wszystkim z cyrkiem, jednak w wielu krajach (USA, Japonia, Wielka Brytania, Niemcy) jest popularnym środkiem sportu i rekreacji.

## Konstrukcja
Typowy monocykl składa się ze znacznie mniejszej liczby części niż rower. Mimo zewnętrznego podobieństwa elementy monocykla różnią się istotnie od swoich dwukołowych odpowiedników. Oto podstawowe różnice:
- koło o podwyższonej wytrzymałości składające się z:
  - obręczy i szprych przystosowanych do dużych obciążeń, jak w dobrym rowerze górskim, oraz
  - piasty o specjalnej konstrukcji z nieruchomą względem koła osią;
- korby pedałów symetryczne (w rowerach dwukołowych prawa korba jest zazwyczaj zespolona fabrycznie z zębatką);
- pedały w monocyklach do sportów halowych i gier zespołowych pozbawione są ostrych krawędzi i wykonane są z niebrudzącego tworzywa, natomiast w monocyklach do jazdy terenowej i freestyle stosuje się pedały platformowe z bolcami;
- widelec przymocowany jest do osi koła za pośrednictwem łożysk, które pozwalają na obrót koła i pedałów, od górnej strony zamocowana jest w nim sztyca siodełka;
- siodełko ma kształt półksiężyca i wyposażone jest często w uchwyt (lub uchwyty: z przodu i z tyłu) ułatwiający niektóre ewolucje.

Szczegóły konstrukcyjne i materiały używane do produkcji części są bardzo zróżnicowane w zależności od zastosowania monocykla i wymogów użytkownika. Istnieje kilka fabryk produkujących standardowe monocykle w krótkich seriach (głównie w Republice Chińskiej (Tajwan)), ale część monocykli produkowana jest przez firmy specjalizujące się w ich produkcji (QU-AX, Koxx-one, Kris Holm, Nimbus oraz nowa marka na rynku Impact).

## Inne odmiany

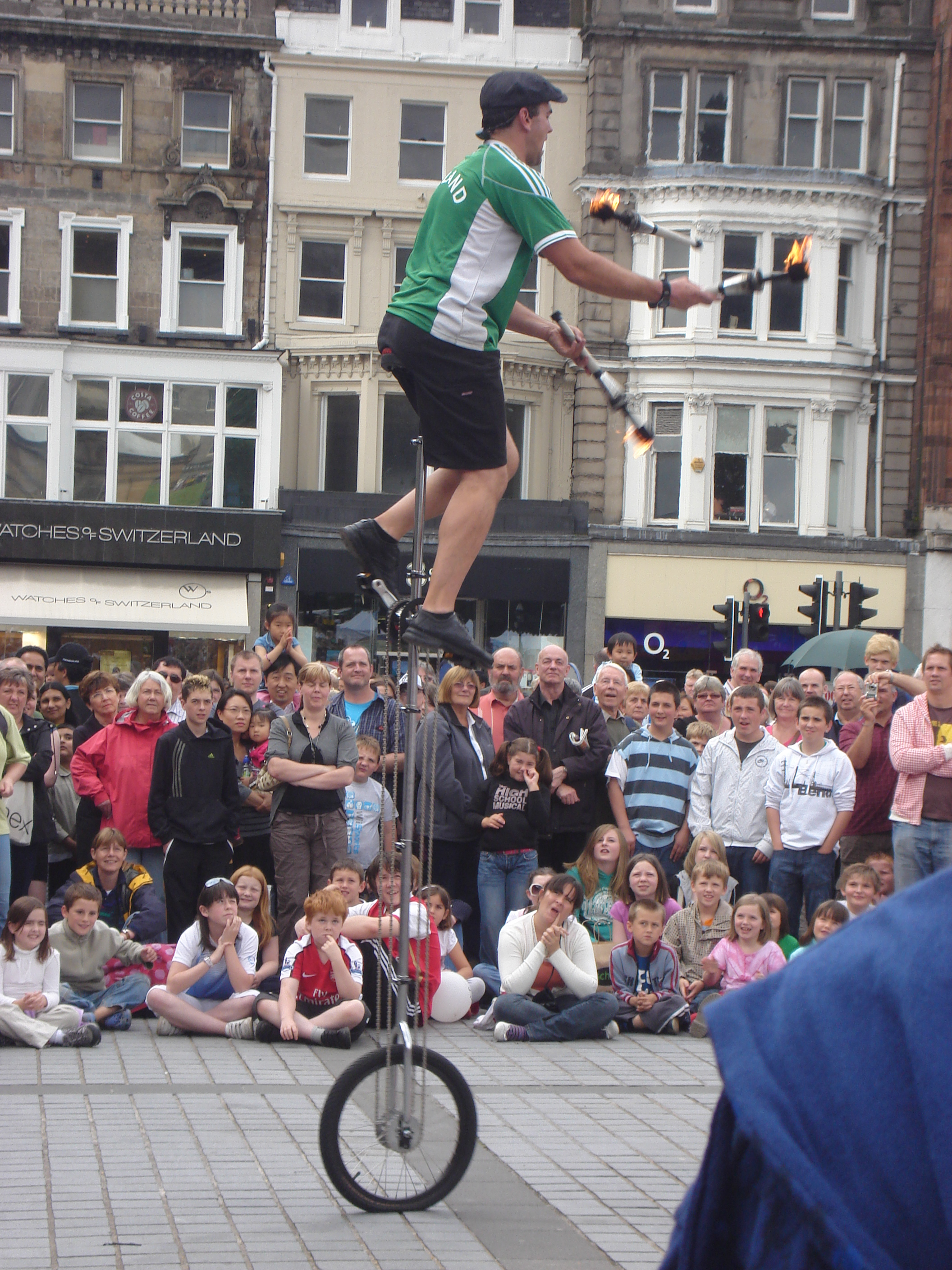
Żyrafa

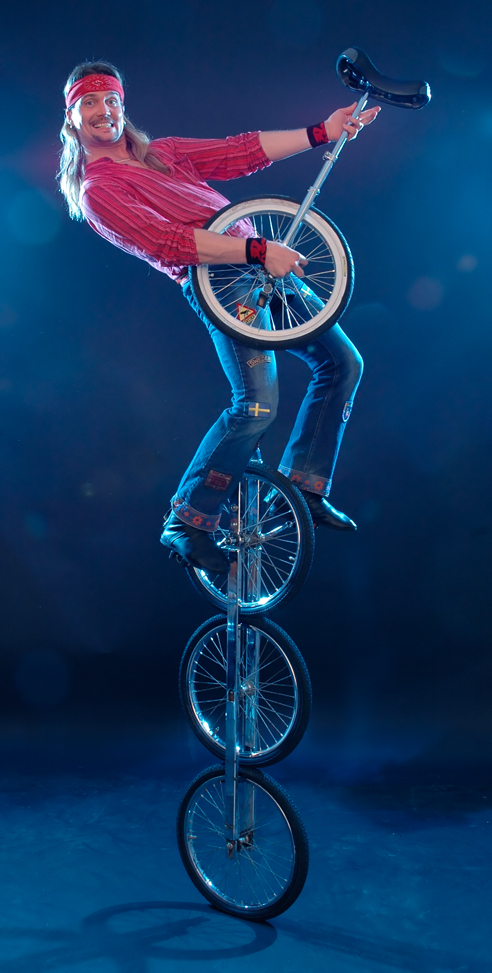
Monocykl trójkołowy

Poza opisaną wyżej wersją podstawową monocykl ma również kilka popularnych odmian. Są to, między innymi:
- giraffe, „żyrafa” – monocykl o długiej (wysokiej) ramie, pedały mają własną oś, a napęd na koło przeniesiony jest za pomocą łańcucha;
- ultimate wheel – monocykl bez ramy i siodełka, jadący stoi cały czas na pedałach;
- monocykl wielokołowy – wbrew klasycznej definicji posiada dwa lub więcej kół[5] umieszczonych w jednej płaszczyźnie; jadący napędza jedno z nich, co wprawia w ruch wszystkie pozostałe, a jedynie najniższe koło ma kontakt z podłożem (ten rodzaj monocykla również bywa nazywany żyrafą);
- geared unicycle – monocykl, którego kola kręcą się szybciej niż pedały, dzięki przekładni;
- kangaroo unicycle – monocykl, w którym pedały są ustawione w tym samym kierunku, a nie przeciwlegle;
- impossible wheel – monocykl bez siodełka i pedałów (z platformami na nogi);
- freewheeling unicycle – monocykl z wolnobiegiem (bez tzw. ostrego koła[6]).

## Jazda
Jazda na monocyklu jest trudniejsza niż na rowerze. Operując pedałami i balansując ciałem, należy utrzymać równowagę w dwóch płaszczyznach. Równowaga przód-tył utrzymywana jest przez odpowiednie przyspieszanie i zwalnianie monocykla za pomocą pedałów. Utrzymywanie równowagi poprzecznej do kierunku jazdy polega na jeździe „wężykiem” (zazwyczaj niedostrzegalnym dla zewnętrznego obserwatora). Ze względu na stałe połączenie pedałów i koła prędkość poruszania się monocykla zależy od średnicy koła i kadencji. Dlatego do jazdy na dłuższe odległości używa się monocykli z dużym kołem (o średnicy 29 cali, lub nawet 36 cali), podczas gdy do trików i jazdy „freestyle” znacznie odpowiedniejsze są koła 20 cali.

## Historia
Popularny jest pogląd, że monocykl wywodzi się z wczesnej wersji bicykla (angielski penny-farthing) z wielkim przednim kołem i małym tylnym. Konstrukcja przedniego koła takiego bicykla była podobna do koła dzisiejszego monocykla, a w przypadku podbicia tylnego koła na wyboju, problemy z utrzymaniem równowagi były również analogiczne. Aby monocykl był przystosowany do ruchu po drogach publicznych (w dzień), należy wyposażyć go w tylny czerwony odblask i dzwonek (np. pod siodełkiem).

## Przykłady dyscyplin monocyklowych

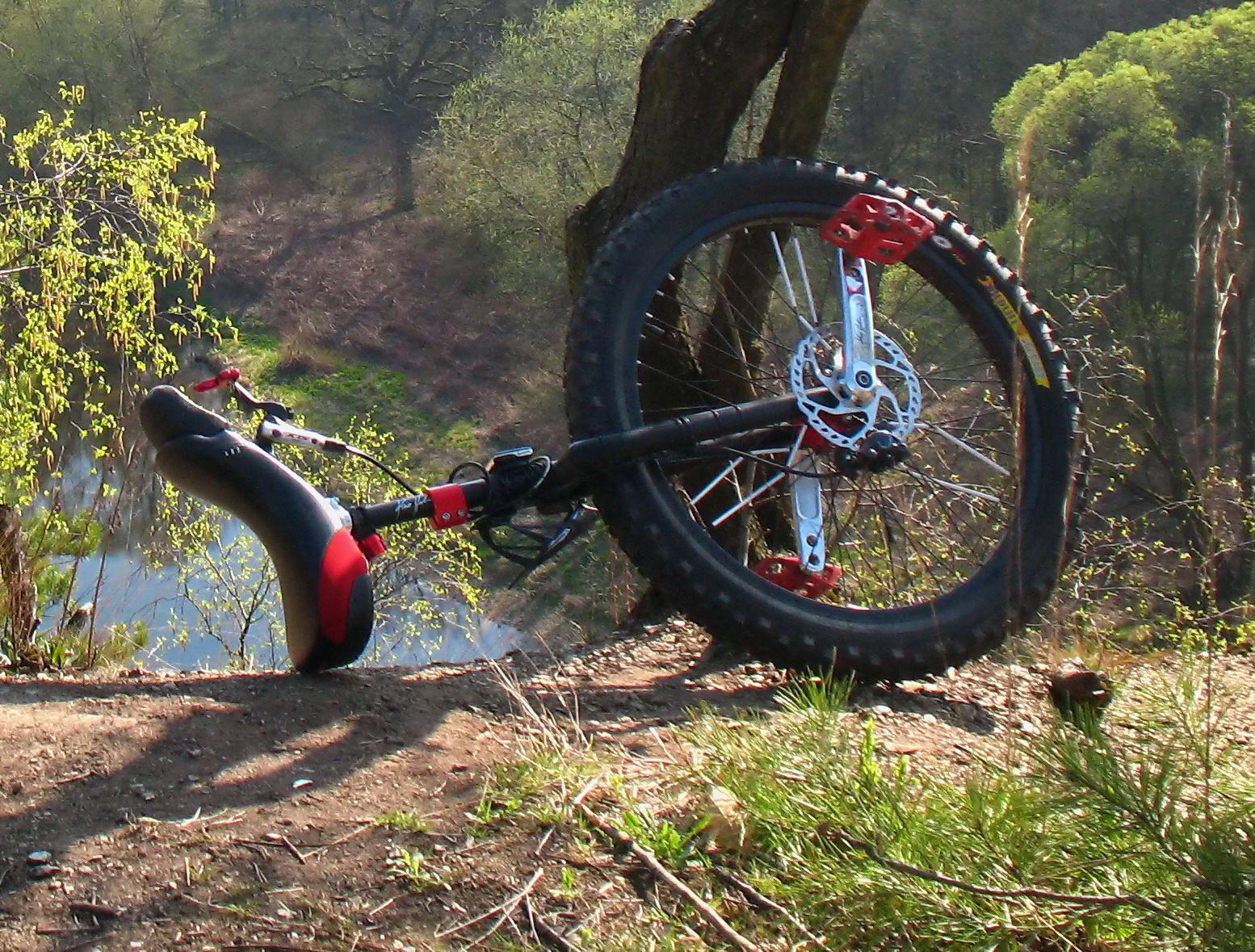
Monocykl górski z hamulcem tarczowym

### Podział ogólny
- MUNI („Mountain Unicycling”) – jazda po górskich szlakach o dużym stopniu trudności;
- XC („Cross Country”) – jazda po ścieżkach i bezdrożach o średniej skali trudności;
- Freestyle – jazda figurowa na monocyklu, często przypomina balet;
- Street – jako teren do jazdy wykorzystywany jest teren miejski i miejskie przeszkody typu murki, schody, poręcze (tzw. rail'e); podobnie jak na deskorolkach czy rolkach;
- Flatland – wykonywanie różnych, często bardzo trudnych trików na płaskiej powierzchni;
- Trial – skakanie i pokonywanie różnego rodzaju przeszkód na monocyklu.

### Dyscypliny sportowe
- Wyścigi na czas[4]:
  - Krótkie dystanse (od 100m do 1600m);
  - Długie dystanse (do 100 mil);
  - Sztafety (np. 100m);
- Skoki[4]:
  - Skok w dal;
  - Skok na odległość;
- Gliding:
- Downhill:
- Trial[4]:
- Street:
- Jazda figurowa:
  - Indywidualna;
- Grupowa;
- Gry Zespołowe (halowe)[4]:
  - Hokej;
  - Koszykówka;
  - Piłka ręczna;

## Społeczność monocyklistów
W krajach o większej popularności monocykli ich miłośnicy zrzeszają się, organizują zawody, zloty, często o zasięgu międzynarodowym i wieloletnich tradycjach. Istnieje Międzynarodowa Federacja Monocyklistów, a konkurencje rozgrywane na zawodach są szczegółowo skodyfikowane podobnie jak w innych sportach międzynarodowych.